# Katalanska kompaniet

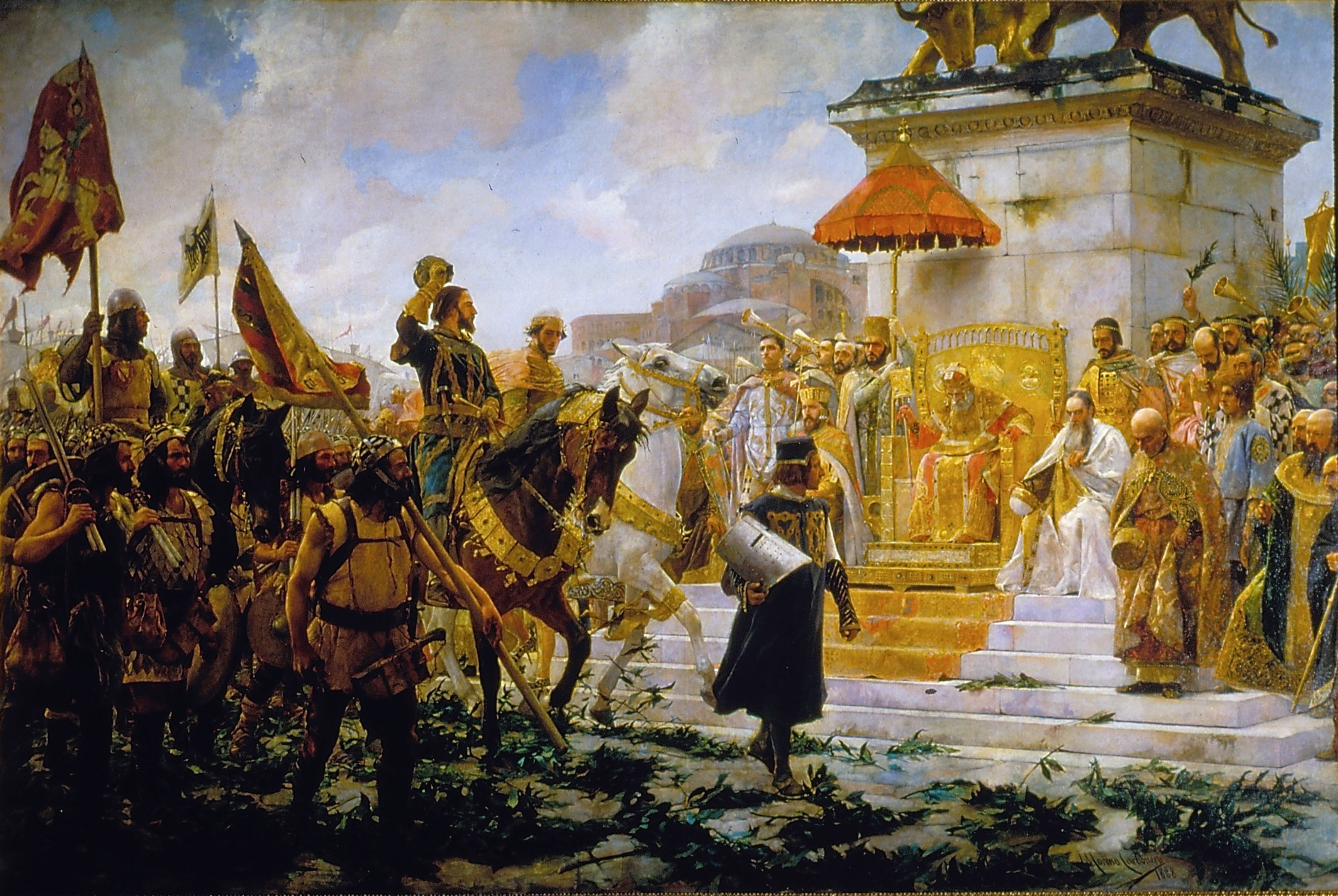
Entrada de Roger de Flor en Constantinopla (Palacio del Senado de España)

Katalanska kompaniet eller det Stora Katalanska kompaniet (katalanska: Gran Companyia Catalana, latin: Exercitus francorum, Societatis exercitus catalanorum, Societatis cathalanorum, Magna Societas Catalanorum) var ett kompani av legosoldater som ägde bestånd mellan 1302 och 1390 och som under den tiden spelade en stor roll i sydöstra Europa där de var verksamma. 

## Historik
Kompaniet formades under ledarskap av Roger de Flor av aragonska veteraner från det sicilianska kriget mellan Neapel och Aragonien, som avslutades med freden i Caltabellotta 1302. 
De var i tjänst hos Andronikos II (bysantinsk kejsare) 1303-1305. När de förråddes av Andronikos II genom mordet på Roger de Flor 1305, ockuperade de Bysantinska Thrakien 1305-1308. Därefter begav de sig till Grekland, där de blev kända som ett rövarkompani som förhärjade landsbygden. 
De var 1310-1311 i tjänst hos hertigen av Aten, men när han inte lyckades betala sin skuld till dem, ockuperade de hertigdömet Aten 1311-1390. De gjorde det officiellt i Aragoniens namn och fick därför stöd av Aragonien, men bannlystes av påven 1318. De besegrades slutligen av Navarranska kompaniet 1390 och skingrades. 